# Ironman Autriche
L'Ironman Autriche est une compétition de triathlon longue distance créée en 1998 et qui se tient à Klagenfurt dans le land de Carinthie en  Autriche. Compétition qualificative pour le championnat du monde d'Ironman à Kona (Hawaï), il se déroule annuellement entre les mois de juin et de juillet.

## Histoire
| \| · Klagenfurt \| Localisation de l'épreuve depuis 1998 |
| · Klagenfurt                                             |

Les principaux initiateurs de l'Ironmna Autriche sont Georg Hochegger, Helge Lorenz et Stefan Petschnig. Georg Hochegger est une orfèvre et créateur de bijoux de Klagenfurt, triathlète amateur qui finit son premier triathlon longue distance en 1994 sur l'Ironman Europe à Roth en Allemagne. Deux ans plus tard, il rencontre Mark Allen qui l'informe sur les procédures d'octroi de licences pour les compétitions Ironman. Helge Lorenz est un des premiers triathlètes professionnel d'Autriche également diplômé de commerce et de développement organisationnel de l'Université de Klagenfrut. Il développe ensemble un plan d'implantation d'un triathlon longue distance avec pour objectif d'obtenir une licence Ironman dans les cinq ans en passant de 300 à 900 compétiteurs en trois ans. Aucun évènement de triathlon dans ces années là, ne rassemble plus de 400 compétiteurs en Autriche,,. Stefan Petschnig champion autrichien de natation se joint à l'organisation.
En 1997, appuyé sur les sociétés Triangle Sport et Promotion GmBh, il organise leur premier triathlon sur distance Ironman qui porte le nom de TriMania. Avec un budget de 2 millions de schillings (145 000 €). L'objectif de 300 compétiteurs n’est pas atteint, seulement 124, sont au départ et l'organisation connait des problèmes multiples pendant la course. Un accident sur le parcours impose un changement inopiné d'itinéraire, sur le nouveau parcours non sécurisé, un convoi de voiture sur le circuit empêche les participants de progresser, un poste de ravitaillement est oublié sur l'ancien parcours. Malgré ce premier échec et le fait que d'autres organisateurs autrichiens ambitionnent l'obtention d'une licence Ironman, Mark Allen observateur de l'épreuve et du site, informe la société Triangle de l’obtention de sa licence.
1998, voit la première édition de l’Ironman Autriche, c'est en 1999 pour la seconde édition qu'il offre 50 places qualificatives pour le championnat du monde à Hawaï. 802 triathlètes prennent le départ de cette édition qui commence un cycle de progression qui amène l’évènement à plus de 2 400 inscriptions en 2006 et un des plus fréquentés du circuit international Ironman. La société Triangle en 2001 qui aide à l’attribution de la licence à Francfort pour l'Ironman Allemagne, a également organisée l'Ironman France (depuis 2002), l'Ironman Afrique du Sud (depuis 2004), l'Ironman 70.3 Sankt Pölten (depuis 2007), l'Ironman 70.3 Afrique du Sud (depuis 2008) et les anciens Ironman 70.3 de Monaco (2005 à 2009).
En 2008 la  World Triathlon Corporation (WTC), est rachetée par la société d'investissement Private Equity, celle-ci change la stratégie de développement et intègre par rachat dans sa structure, les sociétés indépendantes licenciées. Après des discussions initiales en octobre 2009, Hochegger, Lorenz et Petschnig, cèdent les droits à leurs événements à la  WTC en 2010. Georg Hochegger démissionne de la société Triangle et fondé une nouvelle série : « TriStar ». Stefan Petschnig, qui s'est présenté aux élections municipales de  Klagenfurt en 2009, et Helge Lorenz restent jusqu'en 2012  Directeur général Europe, Afrique du Sud et du Moyen-Orient et  directeur du management et du développement  en Europe et Moyen-Orient et Afrique pour la WTC.
Les trois fondateurs de l'Ironman Autriche - Georg Hochegger, Helge Lorenz et Stefan Petschnig, en octobre 2014, pour leurs réalisations en Europe et dans le monde pour le développement des Ironmans sont les premiers européens à être intronisé dans le Hall of Fame de la WTC.

## Palmarès

### Palmarès hommes
| Année | Médaille d'or           | Temps           | Médaille d'argent     | Temps           | Médaille de bronze   | Temps           |
| ----- | ----------------------- | --------------- | --------------------- | --------------- | -------------------- | --------------- |
| 2024  | Denis Chevrot           | 7 h 49 min 11 s | Arthur Horseau        | 7 h 52 min 20 s | Jon Sæverås Breivold | 7 h 53 min 13 s |
| 2023  | Mathias Lyngsø Petersen | 7 h 56 min 38 s | Cameron Wurf          | 8 h 2 min 41 s  | Georg Enzenberger    | 8 h 8 min 27 s  |
| 2022  | Ivan Tutukin            | 8 h 17 min 20 s | Michael Weiss         | 8 h 23 min 56 s | Lukasz Wojt          | 8 h 29 min 0 s  |
| 2021  | Denis Chevrot           | 7 h 51 min 8 s  | Rasmus Svenningsson   | 7 h 51 min 33 s | Arnaud Guilloux      | 7 h 58 min 46 s |
| 2019  | Daniel Bækkegård        | 8 h 14 min 26 s | Stenn Goetstouwers    | 8 h 25 min 53 s | David Pleše          | 8 h 25 min 59 s |
| 2018  | Michael Weiss           | 8 h 4 min 46 s  | Ivan Tutukin          | 8 h 13 min 21 s | Andrew Potts         | 8 h 14 min 25 s |
| 2017  | Jan Frodeno             | 7 h 57 min 20 s | Eneko Llanos          | 8 h 12 min 43 s | Viktor Zyemtsev      | 8 h 17 min 5 s  |
| 2016  | Marino Vanhoenacker -8- | 8 h 2 min 26 s  | Viktor Zyemtsev       | 8 h 8 min 39 s  | Alessandro Degasperi | 8 h 12 min 37 s |
| 2015  | Marino Vanhoenacker -7- | 7 h 48 min 45 s | Michael Weiss         | 8 h 6 min 59 s  | Iván Raña            | 8 h 8 min 25 s  |
| 2014  | Iván Raña               | 7 h 48 min 43 s | Christian Kramer      | 7 h 54 min 31 s | David Pleše          | 8 h 2 min 54 s  |
| 2013  | Andreas Raelert         | 7 h 59 min 51 s | Maik Twelsiek         | 8 h 11 min 36 s | David Pleše          | 8 h 19 min 13 s |
| 2012  | Faris Al-Sultan         | 8 h 11 min 31 s | Daniel Fontana        | 8 h 20 min 37 s | Pedro Gomes          | 8 h 26 min 31 s |
| 2011  | Marino Vanhoenacker -6- | 7 h 45 min 58 s | Michael Weiss         | 7 h 57 min 39 s | Marko Albert         | 8 h 8 min 17 s  |
| 2010  | Marino Vanhoenacker -5- | 7 h 52 min 5 s  | Dennis Devriendt      | 8 h 12 min 51 s | Michael Weiss        | 8 h 14 min 50 s |
| 2009  | Marino Vanhoenacker -4- | 8 h 1 min 38 s  | James Cunnama         | 8 h 14 min 18 s | Stephen Bayliss      | 8 h 17 min 5 s  |
| 2008  | Marino Vanhoenacker -3- | 8 h 6 min 11 s  | Stephen Bayliss       | 8 h 13 min 53 s | Hannes Hempel        | 8 h 16 min 56 s |
| 2007  | Marino Vanhoenacker -2- | 8 h 6 min 39 s  | Norbert Langbrandtner | 8 h 19 min 58 s | Maximilian Longrée   | 8 h 20 min 13 s |
| 2006  | Marino Vanhoenacker -1- | 8 h 7 min 59 s  | Hektor Llanos         | 8 h 13 min 43 s | Eneko Llanos         | 8 h 15 min 11 s |
| 2005  | Raynard Tissink         | 8 h 14 min 37 s | Norbert Langbrandtner | 8 h 24 min 14 s | Werner Leitner       | 8 h 24 min 54 s |
| 2004  | Viktor Zyemtsev -3-     | 8 h 12 min 58 s | Raynard Tissink       | 8 h 17 min 48 s | Olaf Sabatschus      | 8 h 21 min 54 s |
| 2003  | Viktor Zyemtsev -2-     | 8 h 11 min 9 s  | Bruno von Flüe        | 8 h 16 min 44 s | Tibor Lehmann        | 8 h 17 min 19 s |
| 2002  | Viktor Zyemtsev -1-     | 8 h 16 min 44 s | Norbert Langbrandtner | 8 h 24 min 3 s  | Olaf Sabatschus      | 8 h 27 min 5 s  |
| 2001  | Jürgen Zäck -2-         | 8 h 6 min 58 s  | Rainer Müller-Hörner  | 8 h 17 min 41 s | Petr Vabroušek       | 8 h 21 min 32 s |
| 2000  | Jürgen Zäck -1-         | 8 h 3 min 22 s  | Tim DeBoom            | 8 h 5 min 12 s  | Rainer Müller-Hörner | 8 h 9 min 0 s   |
| 1999  | Peter Reid              | 7 h 51 min 56 s | Olaf Sabatschus       | 8 h 7 min 45 s  | Stefan Holzner       | 8 h 9 min 29 s  |
| 1998  | Stefan Holzner          | 8 h 11 min 14 s | Attila Fazekas        | 8 h 32 min 30 s | Jason Shortis        | 8 h 34 min 23 s |

### Palmarès femmes
| Année | Médaille d'or        | Temps           | Médaille d'argent     | Temps           | Médaille de bronze        | Temps           |
| ----- | -------------------- | --------------- | --------------------- | --------------- | ------------------------- | --------------- |
| 2023  | Lotte Wilms          | 8 h 56 min 50 s | Gabriele Maria Obmann | 9 h 2 min 54 s  | Laura Zimmermann          | 9 h 4 min 3 s   |
| 2021  | Laura Philipp        | 8 h 35 min 32 s | Katharina Grohmann    | 9 h 20 min 43 s | Gabriele Maria Obmann     | 9 h 22 min 19 s |
| 2019  | Daniela Ryf          | 8 h 55 min 20 s | Bianca Steurer        | 9 h 18 min 55 s | Heini Hartikainen         | 9 h 44 min 48 s |
| 2018  | Mareen Hufe          | 9 h 0 min 32 s  | Lisa Hütthaler        | 9 h 1 min 47 s  | Emma Pallant              | 9 h 3 min 59 s  |
| 2017  | Eva Wutti -2-        | 9 h 6 min 25 s  | Corinne Abraham       | 9 h 8 min 3 s   | Michelle Vesterby         | 9 h 16 min 44 s |
| 2016  | Mirinda Carfrae      | 8 h 41 min 17 s | Michaela Herlbauer    | 8 h 57 min 23 s | Elisabeth Gruber          | 9 h 17 min 20 s |
| 2015  | Eva Wutti -1-        | 8 h 45 min 37 s | Lisa Hütthaler        | 9 h 2 min 46 s  | Sarah Piampiano           | 9 h 3 min 10 s  |
| 2014  | Linsey Corbin -2-    | 8 h 42 min 42 s | Simone Brändli        | 8 h 49 min 16 s | Lisa Hütthaler            | 8 h 53 min 20 s |
| 2013  | Erika Csomor -2-     | 8 h 59 min 31 s | Åsa Lundström         | 9 h 4 min 42 s  | Eimear Mullan             | 9 h 5 min 46 s  |
| 2012  | Linsey Corbin -1-    | 9 h 9 min 58 s  | Erika Csomor          | 9 h 12 min 9 s  | Michaela Rudol            | 9 h 44 min 37 s |
| 2011  | Mary Beth Ellis      | 8 h 43 min 34 s | Erika Csomor          | 8 h 51 min 10 s | Diana Riesler             | 8 h 53 min 34 s |
| 2010  | Eva Maria Dollinger  | 9 h 18 min 50 s | Karina Ottosen        | 9 h 34 min 50 s | Beate Görtz               | 9 h 38 min 56 s |
| 2009  | Bella Bayliss        | 8 h 50 min 13 s | Sonja Tajsich         | 8 h 59 min 45 s | Lucie Zelenková           | 9 h 7 min 24 s  |
| 2008  | Sandra Wallenhorst   | 8 h 47 min 26 s | Bella Comerford       | 8 h 51 min 17 s | Edith Niederfriniger      | 8 h 59 min 45 s |
| 2007  | Edith Niederfriniger | 9 h 8 min 47 s  | Veronika Hauke        | 9 h 9 min 33 s  | Rebecca Preston           | 9 h 15 min 55 s |
| 2006  | Rebecca Preston      | 9 h 12 min 9 s  | Lori Bowden           | 9 h 14 min 59 s | Veronika Hauke            | 9 h 28 min 56 s |
| 2005  | Kate Allen -2-       | 9 h 7 min 4 s   | Edith Niederfriniger  | 9 h 33 min 24 s | Veronika Hauke            | 9 h 35 min 5 s  |
| 2004  | Erika Csomor -1-     | 9 h 12 min 3 s  | Andrea Brede          | 9 h 20 min 46 s | Jessica Draskau-Petersson | 9 h 24 min 18 s |
| 2003  | Kate Allen -1-       | 8 h 54 min 1 s  | Edith Niederfriniger  | 9 h 11 min 44 s | Wendy Ingraham            | 9 h 24 min 21 s |
| 2002  | Lori Bowden -2-      | 8 h 51 min 22 s | Kate Allen            | 8 h 58 min 27 s | Imke Schiersch            | 9 h 39 min 47 s |
| 2001  | Lori Bowden -1-      | 8 h 59 min 41 s | Wendy Ingraham        | 9 h 19 min 0 s  | Ariane Gutknecht          | 9 h 28 min 39 s |
| 2000  | Wendy Ingraham -3-   | 9 h 7 min 19 s  | Tamara Kozulina       | 9 h 20 min 48 s | Lori-Lynn Leach           | 9 h 26 min 28 s |
| 1999  | Wendy Ingraham -2-   | 9 h 2 min 25 s  | Beth Zinkand          | 9 h 18 min 33 s | Beth Thomson              | 9 h 29 min 10 s |
| 1998  | Wendy Ingraham -1-   | 9 h 16 min 22 s | Katja Mayer           | 9 h 39 min 48 s | Raeleigh Tennant          | 9 h 52 min 38 s |